# ホアキン・トゥクレ
ホアキン・トゥクレ（Joaquin Tuculet、1989年8月8日 - ）は、メジャーリーグラグビートロント・アローズに所属するラグビー選手。

## プロフィール
- アルゼンチン・ラプラタ出身。
- ポジションはスタンドオフ(SO)、ウィング(WTB)、センター(CTB)、フルバック(FB)。
- 身長 181cm、体重 91kg
- U20アルゼンチン代表に選ばれたことがある[1]。
- アルゼンチン代表キャップは56（2020年5月現在）でワールドカップ2015・2019のアルゼンチン代表に選ばれた[2]。
- 7人制アルゼンチン代表に選ばれたことがある。
- バーバリアンズに選ばれたことがある[3]。

## 略歴
ロス・ティロス、パンパスXV、セール・シャークス、FCグルノーブル、ボルドー、カーディフ・ブルーズを経て、2016年、ハグアレスに加入。
2020年、トロント・アローズに加入。

## 受賞歴
- IRPAトライ・オブ・ザ・イヤー:2017年[6]